# Діаграма колір — зоряна величина для галактик

Розподіл галактик на діаграмі колір — зоряна величина вказує на наявність трьох популяцій: «червоної послідовності», «блакитної хмари» та «зеленої долини».

Діаграма колір — зоряна величина для галактик подає спостережуване відношення між абсолютною зоряною величиною, світністю, масою та кольором відомих на сьогодні галактик.

## Спостережуваний розподіл
Попередній опис отриманого розподілу галактик на цій діаграмі було виконано 2003 року в статті Ерика Ф. Белла (Eric F. Bell) та ін. щодо огляду COMBO-17, у якій зазначено про бімодальний розподіл червоних та блакитних галактик. Цей же бімодальний розподіл було отримано в результаті аналізу даних щодо червоних та блакитних галактик у Слоанівському цифровому огляді неба та навіть у роботі Жерара де Вокулера 1961 р., присвяченій морфологічній класифікації галактик.
На діаграмі можна виділити три угрупування галактик:
- галактики «червоної послідовності»;
- галактики «блакитної хмари»;
- галактики «зеленої долини».

## Фізичний зміст
«Червона послідовність» містить карликові та велетенські масивні еліптичні галактики. Карликові галактики мають відносно малу масу й відповідно нижчу абсолютну зоряну величину, оскільки світність галактики загалом пропорційна масі її зоряного населення. Водночас гігантські галактики відповідно мають значно вищу абсолютну зоряну величину.
Блакитна хмара містить загалом лише молоді блакитні галактики, які здебільшого є спіральними. Тут розподіл галактик більш рівномірний щодо їх кольору та маси й тому має кулясту форму.
Між ними розташована так звана «зелена долина», яка містить загалом старі спіральними галактиками, що вже значно просунулися на шляху своєї еволюції й містять багато зір типу червоних гігантів чи надгігантів, які й надають цим галактикам червонішого кольору. Оскільки кількість таких старих спіральних галактик порівняно невелика, то «зелена долина» виглядає «менш населеною».
На відміну від діаграми Герцшпрунга — Рассела для зір, фізичні властивості галактик не повністю визначаються їх розташуванням на діаграмі.
З нових досліджень випливає припущення, що «зелена долина» насправді складається з двох різних популяцій галактик: пізнього типу, у яких зореутворення призупинилося через припинення надходження газу з подальшим вичерпанням газових резервуарів протягом кількох мільярдів років, та раннього типу, у яких і надходження газу, і газові резервуари зруйнувалися дуже швидко, ймовірно, через злиття з іншими галактиками та/або наявність активного галактичного ядра.
Вважається, що Чумацький Шлях і Галактика Андромеди перебувають у зеленій долині, оскільки зореутворення в них уповільнилося внаслідок того, що в обох галактиках закінчився газ.

## Еволюційні зміни
Діаграма також показує еволюцію з часом в процесі еволюції всесвіту. Червона послідовність раніше мала майже однаковий постійний колір для всіх абсолютних зоряних величин (світностей) галактик, а блакитна хмара менш рівномірно розподілена й показувала певну залежність кольору спіральних галактик від абсолютної зоряної величини.